# Birkenwald
Birkenwald est une ancienne commune française située dans le département du Bas-Rhin, en région Grand Est. 
Cette commune se trouve dans la région historique et culturelle d'Alsace et est devenue, le 1er janvier 2016, une commune déléguée de la commune nouvelle de Sommerau.

## Géographie
Birkenwald se situe au pied des Vosges, à 4 km de Singrist et de la RN 4 qui lui donne accès sur l'axe Strasbourg-Saverne. La commune est limitrophe de Dimbsthal et Salenthal au nord-est, d'Allenwiller  à l'est, de Wangenbourg-Engenthal au sud-ouest et de Hengwiller au nord-ouest. Elle comprend en outre des écarts à Ludwigshof et Melkerei.
Le village est niché dans le vallon formé par la Sommerau, cours d'eau qui se jette dans la Mossig à Romanswiller et alimenté par les ruisseaux Klingenhalt, Mittelbergbach et Grassbach. Autrefois, il était probablement situé plus sur le flanc de la colline comme semble l'attester la présence d'une chapelle consacrée à la Vierge et datée de 1751. Le ban communal est principalement dominé par la forêt dans sa partie sud, l'autre moitié est couverte de prairies où quelques arbres fruitiers marquent encore la présence de vergers extensifs encerclant la zone habitée.
La route départementale 229 traverse le village et assure une liaison locale vers Dimbsthal d'un côté et Obersteigen de l'autre. La desserte de Birkenwald n'est pas assurée en transports collectifs CTBR (Fluo67)

## Histoire
Par lettre datée d'Aix-la-Chapelle, du 17 février 843, sainte Richarde, épouse de Charles III le Gros et fondatrice de l'abbaye d'Andlau, avait concédé à cette maison divers biens patrimoniaux qu'elle s'était réservés dans les Vosges, notamment « Bürckwald », ou Birkenwald.
Les abbesses d'Andlau donnèrent Birkenwald en fief à un seigneur du pays, Nicolas-Jacques d'Ingenheim, lequel bâtit en 1562 le château.

### Héraldique
| Blason de Birkenwald | Blason  | D'azur à la fasce d'or chargée de trois fusées de gueules, accompagnée en chef d'une étoile aussi d'or et en pointe d'un croissant d'argent. |
| Blason de Birkenwald | Détails | |

## Politique et administration
| Période                                  | Période  | Identité        | Étiquette | Qualité |
| ---------------------------------------- | -------- | --------------- | --------- | ------- |
| mars 2008                                | En cours | Dominique Klein |           |         |
| 2001                                     | 2008     | Dominique Klein |           |         |
| Les données manquantes sont à compléter. |          |                 |           |         |

## Démographie
L'évolution du nombre d'habitants est connue à travers les recensements de la population effectués dans la commune depuis 1793. À partir du 1er janvier 2009, les populations légales des communes sont publiées annuellement dans le cadre d'un recensement qui repose désormais sur une collecte d'information annuelle, concernant successivement tous les territoires communaux au cours d'une période de cinq ans. 
Pour les communes de moins de 10 000 habitants, une enquête de recensement portant sur toute la population est réalisée tous les cinq ans, les populations légales des années intermédiaires étant quant à elles estimées par interpolation ou extrapolation. Pour la commune, le premier recensement exhaustif entrant dans le cadre du nouveau dispositif a été réalisé en 2008,.
En 2013, la commune comptait 283 habitants, en évolution de −2,08 % par rapport à 2008 (Bas-Rhin : +1,68 %, France hors Mayotte : +2,49 %).
| 1793 | 1800 | 1806 | 1821 | 1831 | 1836 | 1841 | 1846 | 1851 |
| ---- | ---- | ---- | ---- | ---- | ---- | ---- | ---- | ---- |
| 497  | 546  | 571  | 614  | 573  | 694  | 637  | 659  | 652  |

| 1856 | 1861 | 1866 | 1871 | 1875 | 1880 | 1885 | 1890 | 1895 |
| ---- | ---- | ---- | ---- | ---- | ---- | ---- | ---- | ---- |
| 571  | 574  | 560  | 493  | 560  | 531  | 501  | 505  | 461  |

| 1900 | 1905 | 1910 | 1921 | 1926 | 1931 | 1936 | 1946 | 1954 |
| ---- | ---- | ---- | ---- | ---- | ---- | ---- | ---- | ---- |
| 421  | 418  | 421  | 381  | 343  | 307  | 319  | 295  | 272  |

| 1962 | 1968 | 1975 | 1982 | 1990 | 1999 | 2008 | 2013 | - |
| ---- | ---- | ---- | ---- | ---- | ---- | ---- | ---- | - |
| 239  | 232  | 217  | 208  | 228  | 253  | 289  | 283  | - |

## Lieux et monuments
- Château du XVIe siècle classé Monuments historiques. Propriété privée.

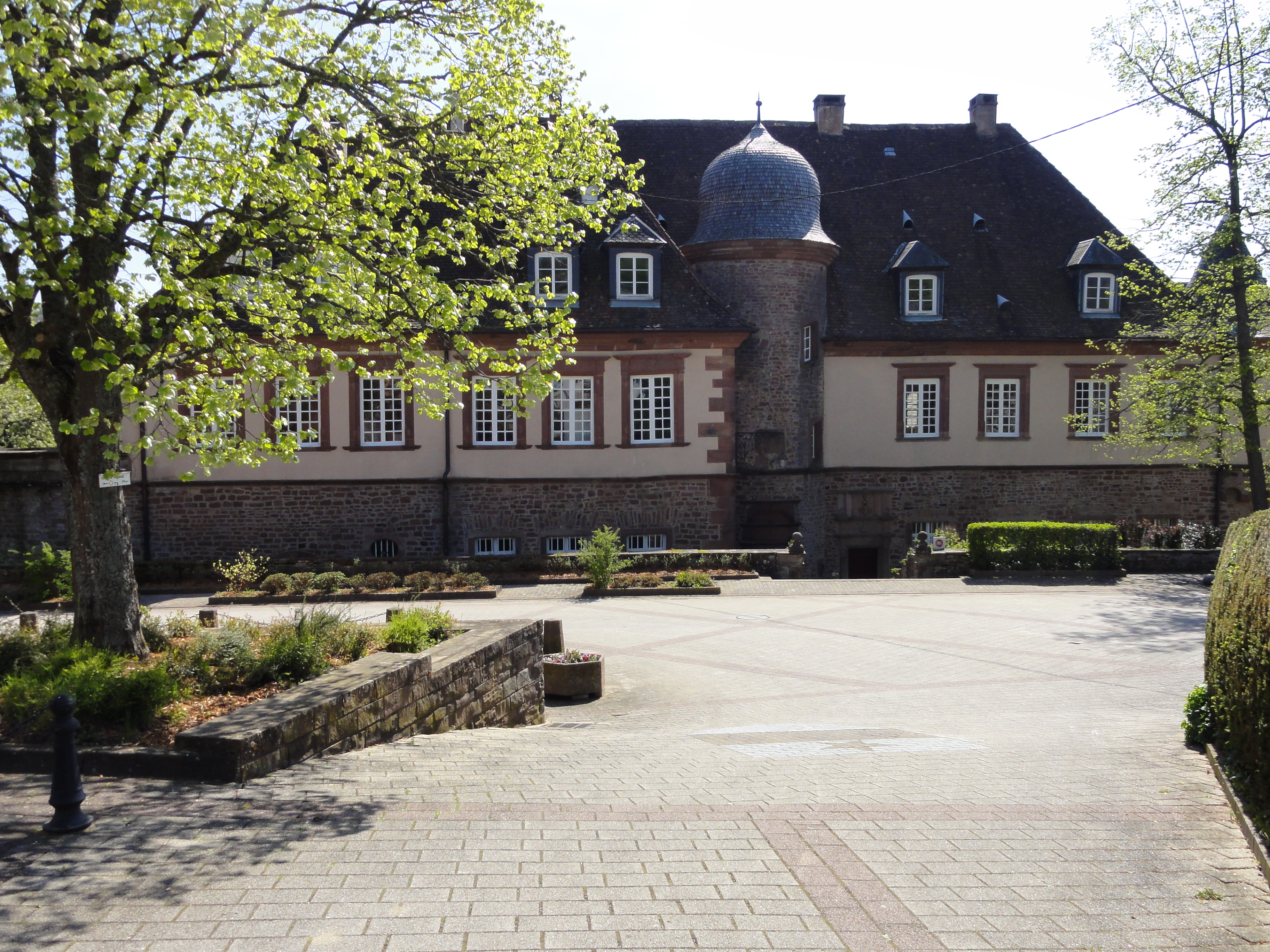
Château de Birkenwald : façade sur rue.
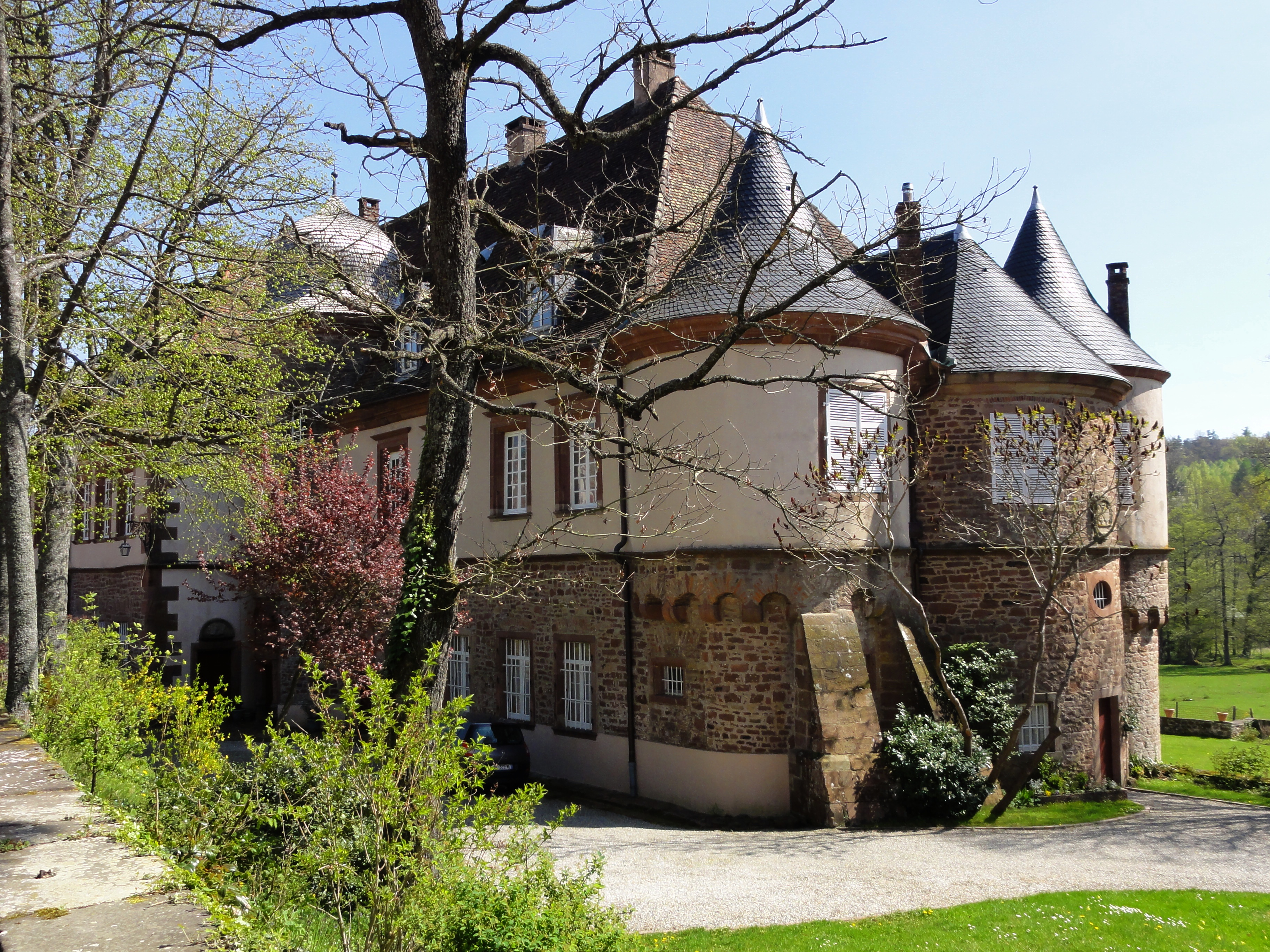
Château de Birkenwald : façade sur parc.
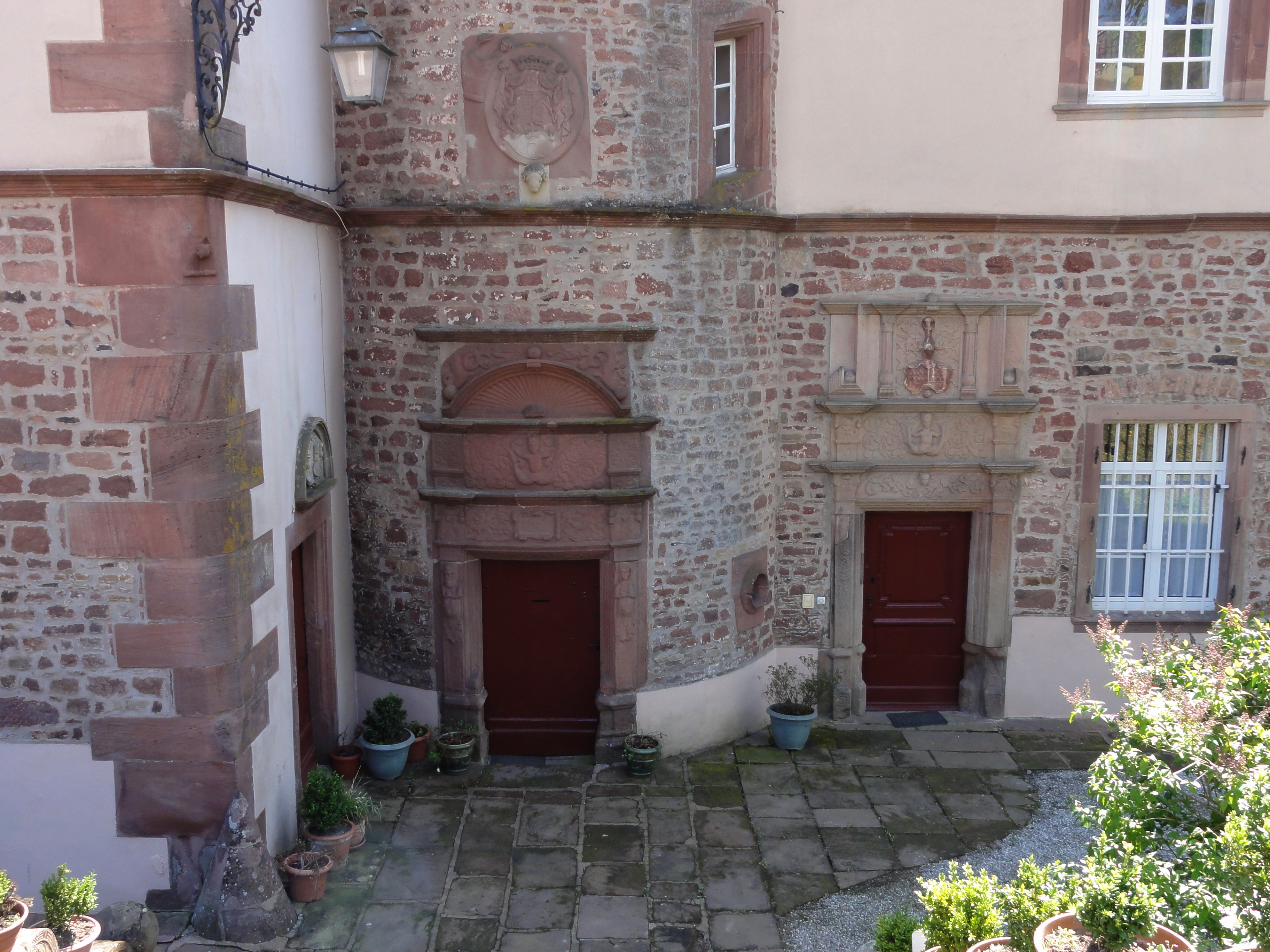
Château de Birkenwald : portails Renaissance.

- Église Saint-Louis.
- Chapelle Notre-Dame (1751).
- Croix de mission (1758).

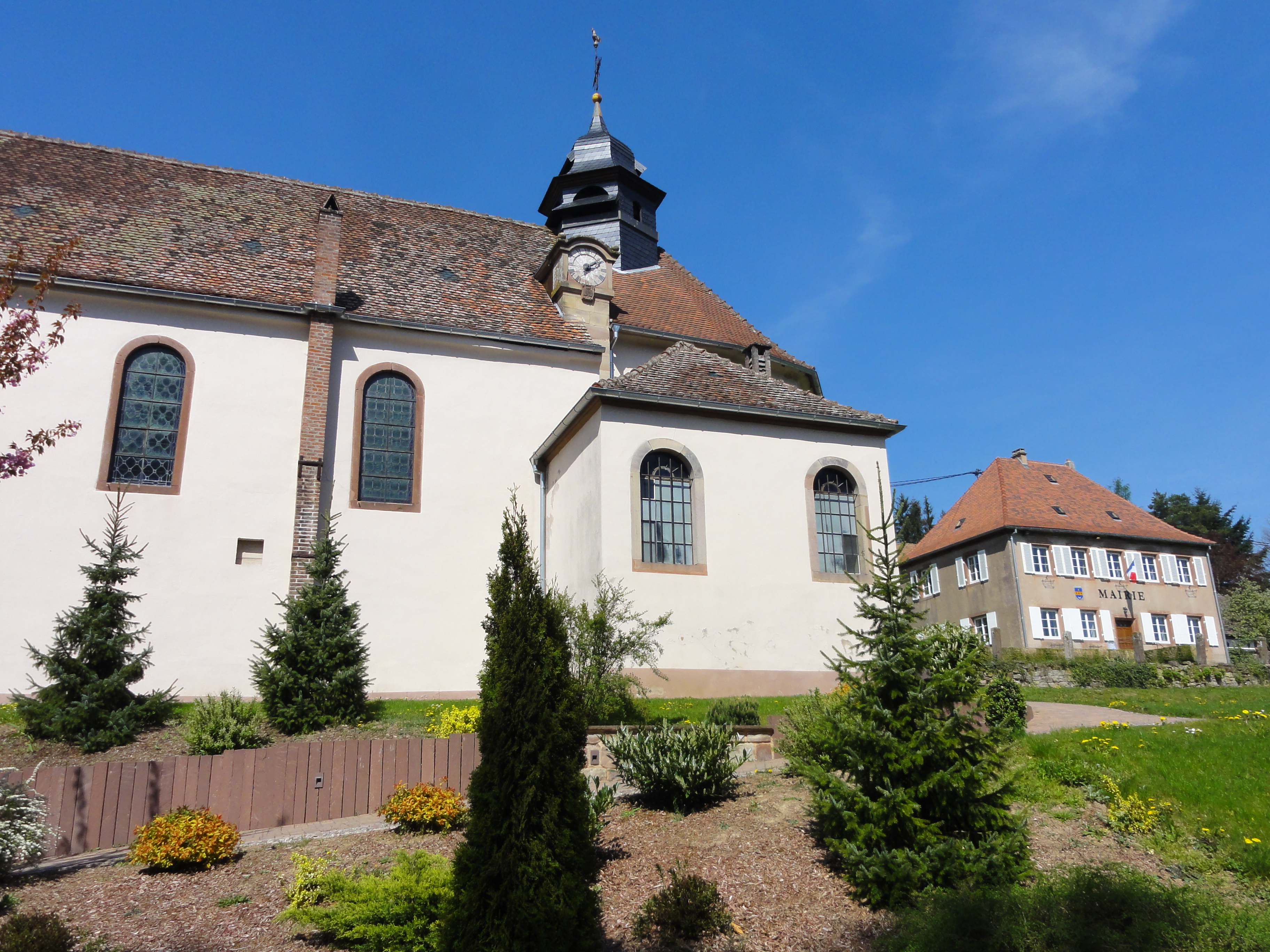
Église Saint-Louis (1704) et ancien presbytère, actuellement mairie (1717).
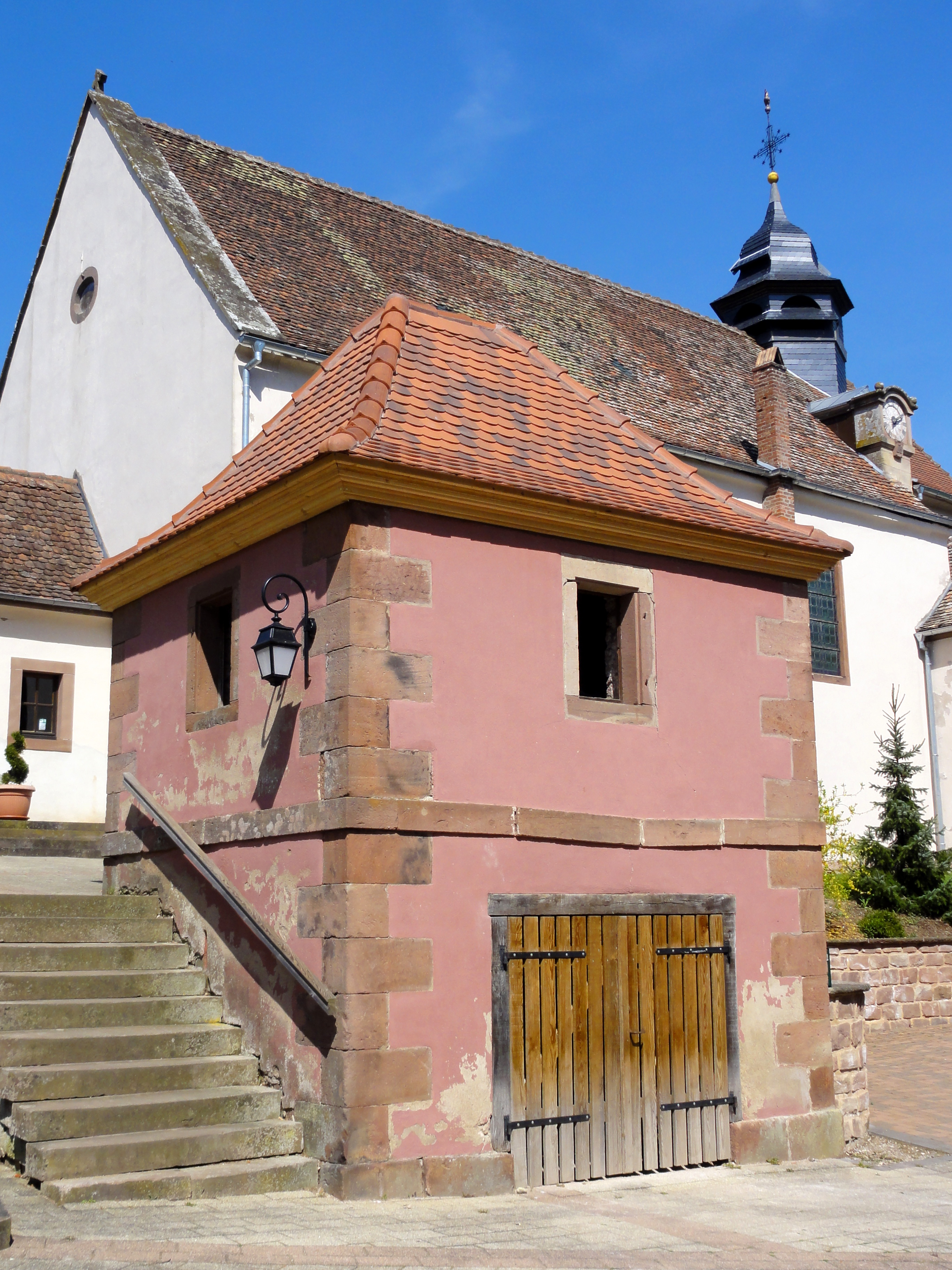
Ancien corps de garde (1778).
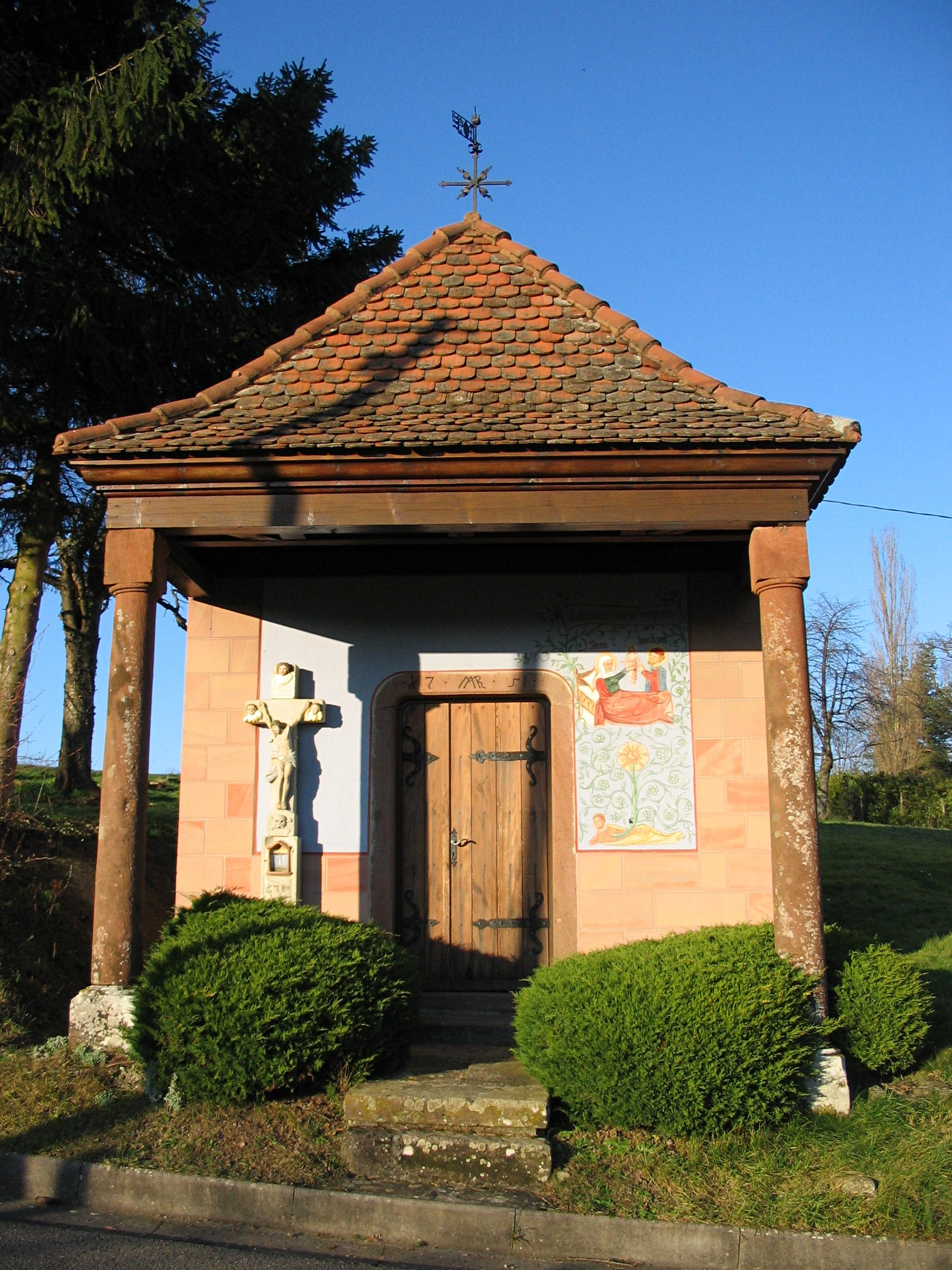
Chapelle Notre-Dame.
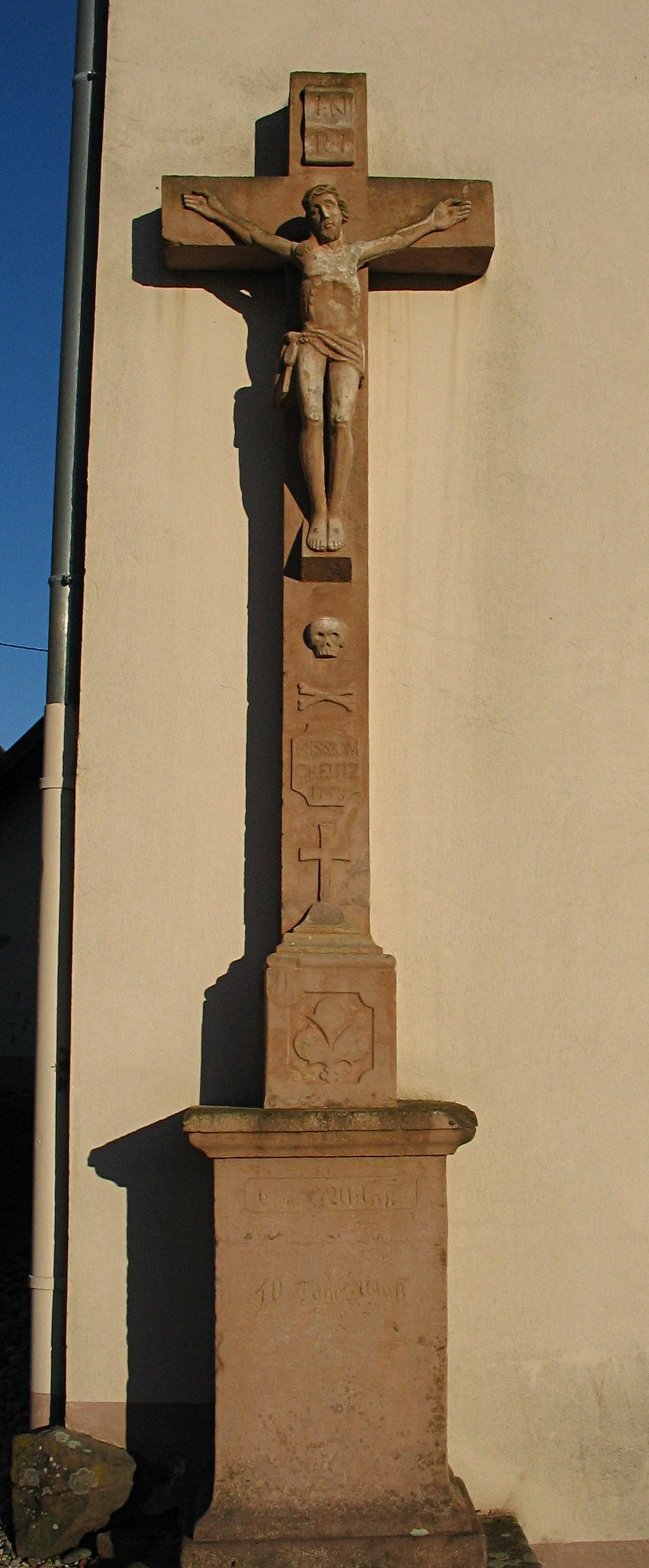
Croix de mission (1758).

## Autour de la commune
Le village et le château de Birkenwald sont le théâtre du premier volet de la saga du Prince Éric de Serge Dalens : « Le Bracelet de vermeil » (Éditions Signe de Piste, 11 rue Duguay-Trouin, 75006 Paris).